# Erik de Rode

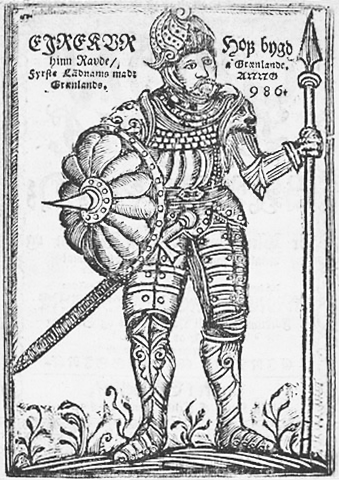
Gravure van Erik de Rode, door Arngrímur Jónsson, 1668

Erik de Rode (IJslands: Eiríkr Rauði, Noors: Eirik Raude) (950 - 1003) was de stichter van de eerste Scandinavische nederzetting op het eiland dat tegenwoordig Groenland heet. Het eiland werd toen al bewoond door Inuit; daarvoor heeft wellicht de Dorsetcultuur er gefloreerd. Erik werd geboren in Noorwegen als de zoon van Thorvald Asvaldsson (Þórvaldur Ásvaldsson), en werd daarom ook wel Erik Thorvaldsson (Eiríkur Þórvaldsson) genoemd. Hij wordt Erik de Rode genoemd vanwege zijn rode haar.
Rond 960 werd Eriks vader gedwongen Noorwegen te ontvluchten vanwege een aantal moorden. De familie streek neer in het Noordwesten van IJsland. Erik huwde met de rijke Thjodhild en verhuisde naar het Haukadal bij de Breiðafjörður, totdat hij in 982 voor drie jaar werd verbannen vanwege een moord op zijn buurman die eerder een aantal van Eriks slaven had omgebracht. Hij besloot op zoek te gaan naar een land ten westen van IJsland, dat eerder gezien was door ene Gunnbjørn Ulfsson, die het de naam "Gunnbjarnarsker" ("Gunnbjörns riffen") had gegeven.
Volgens de Eiríks saga rauða (Verhaal van Erik de Rode) bracht hij de drie jaar van zijn verbanning door met het verkennen van de Groenlandse kust, en keerde terug naar IJsland met sterke verhalen over dit nieuw gevonden land. Met 300 kolonisten en een vloot van 35 schepen ging hij in 985 opnieuw naar Groenland en stichtte daar twee koloniën aan de westkust; de Oostelijke Nederzetting (bij de zuidkaap) noemde hij Eystribygð en de Westelijke Nederzetting (in de buurt van het huidige Nuuk) Vestribygð. In Eystribygð bouwde hij voor zichzelf het landgoed Brattahlíð, vlak bij wat nu Narsarsuaq is. Zijn titel was die van "hoogste hoofdman" van Groenland. Men ondernam de kolonisatie met vijfentwintig schepen, waarvan er veertien de reis volbrachten; van de andere elf keerden er een aantal terug, terwijl de rest op zee ten onder ging.
De kolonie floreerde en groeide tot meer dan 3000 inwoners. Bij de oorspronkelijke groep voegden zich immigranten die het overbevolkte IJsland ontvluchtten. Eén groep immigranten bracht in 1002 een (onbekende) ziekte met zich mee, zodat de kolonie door een epidemie gedecimeerd werd. Veel leiders kwamen om, waaronder in de winter van 1003 Erik zelf. Toch bleek de kolonie in staat zich te herstellen, en ze bleef bestaan totdat de kleine ijstijd haar ten slotte wegvaagde in de 15e eeuw, niet lang voordat Christoffel Columbus de definitieve ontdekking van Amerika in 1492 op zijn naam bracht.
Voor zover bekend had Erik vier kinderen: een dochter, Freydís Eiríksdóttir en drie zonen, Leif Eríksson (ook wel: Leifur Eiríksson, de ontdekkingsreiziger die op de oostkust van Canada landde), Thorvald Eriksson (Þorvald Eiríksson) en Thorstein Eriksson (Þorsteinn Eiríksson). Erik geloofde nog in de Germaanse goden, in tegenstelling tot zijn zoon Leif die het christelijke geloof had aangenomen.